# 施派歇尔
施派歇尔（德語：Speicher，發音：[ˈʃpaɪçɐ] ⓘ）是德国莱茵兰-普法尔茨州比特堡-普吕姆艾费尔山县的城市，面积15.36平方千米，2023年12月31日人口为3,818人。